# نشر دانش
نشر دانش یکی از نشریات مرکز نشر دانشگاهی بود که از سال ۱۳۵۹ تا ۱۳۸۴، ابتدا به‌صورت دوماهنامه و بعد به‌صورت فصلنامه منتشر می‌شد.

## پایه‌گذاری
این نشریه از آذر ۱۳۵۹ شروع به انتشار کرد. 
حسین معصومی همدانی دربارهٔ پایه‌گذاری این نشریه می‌گوید: «پیشنهاد انتشار نشر دانش به گمانم از مرحوم دکتر حسن مرندی بود.»